# Фосел (Тренто)
Фосел је насеље у Италији у округу Тренто, региону Трентино-Јужни Тирол.
Према процени из 2011. у насељу је живело 15 становника. Насеље се налази на надморској висини од 1523 м.